# Krister Hagen
Pour les articles homonymes, voir Hagen.
Krister Hagen, né le 12 janvier 1989 à Kristiansand, est un coureur cycliste norvégien. Il est le frère du footballer Steffen Hagen.

## Palmarès
- 2007
  - 3e du championnat de Norvège du contre-la-montre par équipes juniors
- 2012
  - 1re étape du Roserittet DNV GP
- 2015
  - Øygarden Tempo
  - 3e du championnat de Norvège du contre-la-montre par équipes
  - 3e de la Gooikse Pijl
- 2016
  - 2e du Tour de l'Alentejo
  - 2e du Ringerike Grand Prix
  - 2e du championnat de Norvège du critérium
  - 3e de l'Himmerland Rundt
  - 3e du Tour de Gironde
- 2017
  - 1re étape du Tour de Bohême de l'Est
  - 2e du Tour de Bohême de l'Est
- 2018
  - Umag Trophy
  - Classement général de l'Istrian Spring Trophy
  - 2e du championnat de Norvège du contre-la-montre par équipes

## Classements mondiaux
| Année                                 | 2012  | 2013 | 2014 | 2015 | 2016 | 2017 | 2018 |
| ------------------------------------- | ----- | ---- | ---- | ---- | ---- | ---- | ---- |
| Classement mondial                    |       |      |      |      | 381e | 531e | 484e |
| UCI Europe Tour                       | 1031e | nc   | nc   | 613e | 187e | 294e | 276e |
|                                       |       |      |      |      |      |      |      |
| Légende : nc = non classéSource : UCI |       |      |      |      |      |      |      |